# بومدين بوزيد
بومدين بوزيد (7 يوليو 1962 بمدينة سعيدة) دكتور أستاذ محاضر بقسم الفلسفة بكلية العلوم الاجتماعية، جامعة وهران، من مواليد الاستقلال 1962، ورئيس الجمعية الفلسفية الجزائرية.
حفظ القرآن الكريم والتحق في البدء بالدراسات الإسلامية، ثم تابع تعليمه في مجال ألأدب والفلسفة بجامعة وهران التي أصبح بها استاذاً ثم نال منحة دراسية إلى ستراسبورغ بفرنسا لإتمام شهادة دكتوراه دولة في الفلسفة التأويلية المعاصرة.
عضو المجلس العلمي لمراكز بحث منها: «مركز الدراسات التاريخية» بالجزائر العاصمة، وعضو المجلس العلمي للكلية ورئيس فرع اتحاد الكتاب الجزائريين بوهران من 1998 - 2004.
عمل في المجال الإعلامي بالخصوص في جريدة «الشروق العربي» ثم المساهمة مع كتاب وشعراء آخرين في تأسيس «أسبوعية ثقافية» لم تعمر أكثر من سنة «الشروق الثقافي»، ثم التعاقد مع «الخبر» اليومية الأكثر انتشاراً في الجزائر على كتابة عمود أسبوعي «المعنى» لمدة ثلاث سنوات، كان يتناول القضايا التراثية والفكرية في الوطن العربي وبالخصوص الجزائر، وما زال الركن يكتبه فيه كل يوم أحد أسبوعياً، كما تم التعاون مع جريدة «المستقبل» اللبنانية، وآخر عمل إعلامي تأسيس جريدة يومية بالعربية «صوت الغرب» أي الغرب الجزائري كمدير تحرير لها سنة 2003 ما زالت تصدر بانتظام.

## المؤلفات
صدر له:
- كتاب عن «التراث ومجتمعات المعرفة» 2009 عن الدار العربية للعلوم ببيروت،
- كتاب "فلسفة العدالة وعصر العولمة" 2009 عن الدجار العربية للعلوم " بيروت.
- كتاب في التصوف: [4] [5] «دساتير إلهية» رسائل الشيخ محمد بن سليمان، عن الدار العلمية للكتب بلبنان سنة 2007[6]
- كتاب في الفلسفة[7] «النص والفهم: دراسة في المنهج التأويلي» عن دار العربية للعلوم بيروت سمة 2008[8]
- وكتاب جماعي عنوانه «الفكر العربي المعاصر»، بومدين بوزيد وآخرون، عن مركز دراسات الوحدة العربية ببيروت عام 1999
- وعن دار الفارابي كتاب جماعي «حسين مروة» مسيرة فكر واجتهاد عام 1994
- كتاب جماعي صدر بالقاهرة عنوانه «الحضارة الإسلامية في الأندلس» صدر عام 1997.
- كتاب جماعي عن «الديمقراطية في الوطن العربي...وعوائق الانتقال» وهي بحوث «ندوة أكسفورد» لعام 2002.
- الإسلاميون والمسألة السياسية، كتاب جماعي، مركز دراسات الوحدة العربية، بيروت2004
- الوجه الباطني للاستبداد والتسلط في البلدان العربية، كتاب جماعي، مركز دراسات الوحدة العربية، بيروت،2005